# Хелльберг, Магнус
Ма́гнус Хе́лльберг (швед. Magnus Hellberg; род. 4 апреля 1991, Уппсала) — шведский хоккеист, вратарь клуба НХЛ «Даллас Старз». Чемпион мира 2018 года в составе сборной Швеции.

## Биография
В сезоне 2011/12 дебютировал в высшей шведской лиге за команду «Фрёлунда», сыграл 17 матчей. На драфте НХЛ 2011 года права на игрока были закреплены командой «Нэшвилл Предаторз». С 2012 по 2015 год являлся игроком команды, выступал за фарм-клуб «Милуоки Эдмиралс» в Американской хоккейной лиге, а также за команду «Цинциннати Сайклонс» в хоккейной лиге Восточного Побережья. 26 октября 2013 года сыграл единственный матч в составе «Нэшвилла» в Национальной хоккейной лиге против команды «Сент-Луис Блюз».
В 2015 году перешёл в другую команду НХЛ, «Нью-Йорк Рейнджерс». Выступал за команду «Хартфорд Вулф Пэк» в Американской хоккейной лиге. В НХЛ в сезоне 2015/16 сыграл 1 матч, а в сезоне 2016/17 — 2 встречи. В 2017 году стал игроком команды Континентальной хоккейной лиги «Куньлунь Ред Стар».
В 2017 году дебютировал за сборную Швеции на Европейском хоккейном туре. Был в заявке шведской команды на Олимпийских играх 2018 года в Пхёнчхане, но матчей не сыграл. Зато тренер сборной доверил ему несколько матчей на ЧМ в Дании, где стал чемпионом мира.
В 2018 году подписал контракт со СКА на 1 год.
В 2019 году продлил контракт со СКА на 3 года.

## Достижения

### Командные
| Год  | Команда         | Достижение              | Достижение |
| ---- | --------------- | ----------------------- | ---------- |
| 2024 | Флорида Пантерз | Обладатель Кубка Стэнли |            |